# Jan Kwolek
Jan Kwolek (ur. 13 grudnia 1885 w Kraczkowej, zmarł 20 maja 1958 w Przemyślu) – polski duchowny rzymskokatolicki. Kanonista, archiwariusz, organizator i pierwszy dyrektor archiwum diecezjalnego.

## Życiorys
Urodził się 13 grudnia 1885 roku w Kraczkowej, w rodzinie rolniczej Sebastiana i Katarzyny z d. Peszko. W latach 1896–1904 kształcił się w I Gimnazjum w Rzeszowie. W latach 1904–1906 studiował na Wydziale Filozoficznym Uniwersytetu Franciszkańskiego we Lwowie. W latach 1906–1910 studiował w Wyższym Seminarium Duchownym w Przemyślu. 29 czerwca 1910 roku otrzymał święcenia kapłańskie z rąk bpa Józefa Sebastiana Pelczara.
W 1910 roku był wikariuszem w Cieklinie, a w latach 1910–1912 był wikariuszem w Dobromil. W latach 1912–1914 studiował prawo na Uniwersytecie Gregoriańskim w Rzymie, gdzie 20 lipca 1914 roku uzyskał stopień doktora prawa kanonicznego. Po powrocie do kraju z powodu działań wojennych, do sierpnia 1915 roku przebywał w Kraczkowej. W latach 1915–1916 był prefektem w Seminarium Duchownym w Przemyślu, a w latach 1915–1916 i 1917–1918 był katechetą w I Gimnazjum w Przemyślu. 
W latach 1916–1918 był sekretarzem Konsystorza Przemyskiego, a następnie w latach 1918–1932 był notariuszem Kurii Biskupiej. W 1918 roku został profesorem prawa kanonicznego w Wyższym Seminarium Duchownym w Przemyślu. W 1918 roku został archiwariuszem kurii biskupiej. 20 października 1927 roku bp Anatol Nowak mianował go pierwszym dyrektorem archiwum diecezjalnego. Jako dyrektor archiwum - uporządkował i opracował inwentarze ksiąg archiwalnych oraz przyjmował nowe księgi archiwalne z terenu całej diecezji. W 1928 roku współdziałał przy zakładaniu w Przemyślu oddziału Polskiego Towarzystwa Historycznego, którego przez wiele lat był wiceprezesem.
W latach 1929–1937 jako pierwszy w Polsce publikował w Kronice Diecezji Przemyskiej sprawozdania z działalności Archiwum Diecezjalnego za lata 1927–1936. W 1931 roku władze kościelne nadały mu godność szambelana papieskiego W 1932 roku został kanonikiem kapituły katedralnej w Przemyślu. W maju 1934 roku został oficjałem Sądu Biskupiego. W 1951 roku został prałatem i scholastykiem kapituły katedralnej. Zmarł 20 maja 1958 roku w Przemyślu. 

## Publikacje
- ks. dr Jan Kwolek, Archiwa Diecezji Przemyskiej Ob. Łac., Przemyśl 1927
- ks. dr Jan Kwolek, Archiwum Diecezjalne Przemyskie. Sprawozdanie za rok 1936, Przemyśl 1937
- ks. dr Jan Kwolek, Atlas historyczny biskupstw polskich, Przemyśl 1949